# Cebollatí
Cebollatí est une ville de l'Uruguay située dans le nord du département de Rocha. Sa population est de 1 606 habitants.

## Population
| Année | Population |
| ----- | ---------- |
| 1963  | 1 271      |
| 1975  | 1 459      |
| 1985  | 1 115      |
| 1996  | 1 490      |
| 2004  | 1 606      |

,